# Бой при Еласона
Боят при Еласона на 6 октомври (19 октомври нов стил) 1912 година е първият сблъсък между армиите на Гърция и Османската империя в хода на Балканската война.
Гръцкото настъпление започва на 5 октомври 1912 година, когато основните сили на Тесалийската армия пресичат границата северно от Лариса. Южно от градчето Еласона османското командване е разположило два пехотни табора и две батареи, които имат за цел да забавят настъплението и да дадат възможност за завършване на мобилизацията на османските войски в Егейска Македония.
Наближавайки Еласона, гръцките войски са посрещнати от силен артилерийски огън. Гръцкото командване решава, че има пред себе си значителни сили и разгръща пет дивизии които настъпват фронтално към селото, а други три са изпратени в обход по левия фланг. Малко по-късно османските части се изтеглят към Сарандапоро, без да влизат в контакт с противника.